# Ezechiele Acerbi
Pour les articles homonymes, voir Acerbi.
Ezechiele Acerbi, né le 10 avril 1850 à Pavie et mort le 20 février 1920 dans la même ville, est un peintre italien. 

## Biographie
Ezechiele Acerbi, né le 11 avril 1850 à Pavie, appartient à une famille de peintres : il est le neveu de Pasquale Massacra (en) patriote et protagoniste du romantisme lombard, frère de Pietro et père de Mario (en), il s'inscrit en 1866 à l'École civique de peinture de Pavie, dirigée par le portraitiste bergamasque Giacomo Trecourt, où il remporte le prix Cairoli, en 1873 le prix Frank avec le tableau La distribuzione dei medicinali di Santa Corona, en 1877 le concours Arnaboldi avec L'arrivo del barchetto a Pavias. En 1878, il participe à l'exposition de la Società Promotrice delle Belle Arti à Turin, où il présente Le mendicanti. 
Il s'installe brièvement à Milan vers 1880, où il accepte des portraits sur commande pour surmonter les difficultés économiques et se rapproche du mouvement du Scapigliato. Il revient ensuite à Pavie en 1888, période durant laquelle il concentre la majorité de ses œuvres, principalement des portraits de  scènes de la vie quotidienne de la ville (Acerbi est originaire du quartier du Borgo Ticino, qui surplombe le fleuve) et de la campagne pavoise représentés dans des tons vifs et des coups de pinceau rapides, dans le style impressionniste, utilisé pour accentuer l'expressivité des œuvres. Sa production au crayon et au fusain est également fréquente. 
Il expose aux expositions de la Permanente à Milan et à Turin et à de nombreuses reprises à Pavie. Dans cette dernière ville, il meurt le 20 février 1920, quelques années après avoir été frappé par une paralysie progressive des bras qui limitent sa production artistique.
En 2010, les Musées Civiques de Pavie lui consacre une exposition personnelle intitulée Ezechiele Acerbi e i pittori dell’impressionismo lombardo (Ezechiele Acerbi et les peintres de l'impressionnisme lombard).

## Œuvres

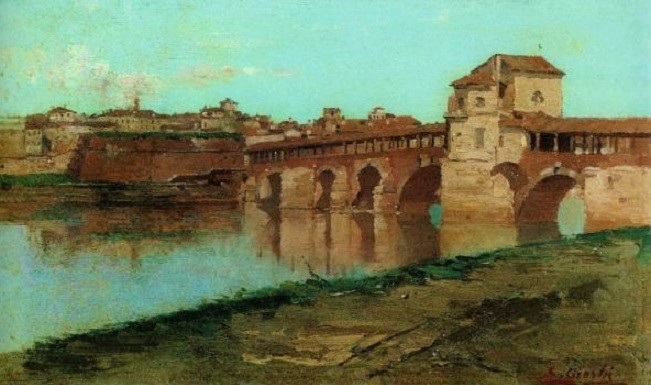
Il ponte coperto sul Ticino, Musei Civici di Pavia

- 1870 - Il piccolo finanziere, Musei Civici di Pavia
- 1870 - Il cimitero di Borgo Ticino, Musei Civici di Pavia
- Ritratto del maestro Boffalossi, Musei Civici di Pavia, databile tra il 1870 e il 1873
- Il signor Lanfranchi, Musei Civici di Pavia, databile tra il 1870 e il 1880
- La moglie del pittore in lettura, Musei Civici di Pavia, databile tra il 1870 e il 1920
- 1873 - La distribuzione dei medicinali di Santa Corona, Musei Civici di Pavia
- 1877 - L'arrivo del barchetto a Pavia
- 1878 Le mendicanti
- 1879 Natura morta, Musei Civici di Pavia
- Fiori, Musei Civici di Pavia, databile tra il 1880 e il 1890
- Veduta di Pavia con il Nano del Ponte, Musei Civici di Pavia, databile tra il 1880 e il 1920
- 1881 Autoritratto, Musei Civici di Pavi
- Paesaggio fluviale, Musei Civici di Pavia, databile tra il 1890 e il 1899
- Giuseppe Radlinski che fuma, Musei Civici di Pavia, databile tra il 1890 e il 1899
- Vecchio gallo, Musei Civici di Pavia, databile tra il 1890 e il 1899
- Donna che legge sulla porta di casa, Musei Civici di Pavia, databile tra il 1890 e il 1899
- Il Ponte Coperto sul Ticino, Musei Civici di Pavia, databile tra il 1890 e il 1910
- Veduta di Borgo Ticino, Musei Civici di Pavia, databile tra il 1890 e il 1910, acquerello su cartone
- 1898 - La preghiera
- Veduta del Duomo dal Borgo, Musei Civici di Pavia, databile tra il 1900 e il 1910
- Paesaggio con cascinale, Musei Civici di Pavia, databile tra il 1900 e il 1920
- 1906 - La famiglia del contado
- 1915 - Panorama di Pavia, Musei Civici di Pavia
- Ritratto della madre
- Zia del pittore
- La balia di Delia
- L'orologiaio
- La vigilia della sagra
- La ricreazione di una monaca
- Il veterano
- Ora quiete